# Sarpsborg Station
Sarpsborg Station (Sarpsborg stasjon) er en norsk jernbanestation på Østfoldbanen i Sarpsborg. Stationen åbnede i 1879 sammen med Østfoldbanen og ligger 37,7 m.o.h., 109,5 km fra Oslo S. Stationsbygningen blev opført i mursten i 1878 efter tegninger af Peter Andreas Blix. 
På Sarpsborg Station deler Østfoldbanen sig mod nord i en vestre linje via Fredrikstad til Moss og Ski samt den østre linjeføring Indre Østfoldbanen, der går via Rakkestad, Mysen og Askim til Ski. Den vestre linje betjenes af NSB's regionaltog mellem Oslo og Halden/Göteborg. På den østre linje er der normalt ikke persontog mellem Sarpsborg og Rakkestad, men omlagte persontog, godstog og arbejdstog kan forekomme.
- Tog til Oslo S klar til afgang fra Sarpsborg Station